# Embryo (banda)
Embryo es un grupo de Krautrock, considerado una de las bandas más originales e innovadoras del género.

## Historia del grupo
Fue fundado en 1969 por el multiinstrumentista Christian Burchard (batería, vibráfono, santur,  teclados) y Edgar Hoffmann (saxo, flautas). Hasta hoy, han tocado con el colectivo más de 400 músicos. Algunos, como Charlie Mariano, Trilok Gurtu, Ramesh Shotham, Marty Cook, Yuri Parfenov, Alan Praskin, X.Nie, Nick McCarthy y Mal Waldron, lo han hecho en numerosas ocasiones. Miembros habituales del grupo han sido Edgar Hoffmann (saxo, flautas, violín), Dieter Serfas (batería), Roman Bunka (guitarra, laúd árabe), Uwe Müllrich (bajo), Michael Wehmeyer (teclado), Chris Karrer (guitarra, violín, saxo), Lothar Stahl (marimba, batería) y Jens Polheide (bajo, flauta).
En 1976, el grupo fundó, con Ton Steine Scherben y otros artistas, el primer sello discográfico alemán independiente, Schneeball Records.
En 1979, el grupo emprendió un viaje de 9 meses por la  India en autobús, aventura registrada en la película Caravana de vagabundos (Vagabunden Karawane).
Embryo derivó desde el Krautrock jazzístico hacia la llamada música del mundo. Muchos de sus álbumes se fraguaron durante viajes en común por 4 continentes. La banda tocó en numerosos festivales en distintos lugares del orbe: en la India (Festival de Jazz de Bombay en 1979), Inglaterra (edición de 1973 de los  festivales de Reading y Leeds), Nigeria (Festival de Jazz de Port Harcourt en 1987), Japón (Wakayama en 1991), y un largo etcétera. 
En julio del 2008, Embryo recibió el  Premio Alemán de la Música del Mundo RUTH 2008 durante el TFF.Rudolstadt Festival, un certamen de músicas tradicionales, de raíz y mundial que se celebra todos los años en julio en esa ciudad de Turingia. 

## Derivaciones
En 1981, Müllrich y Wehmeyer dejaron Embryo y fundaron Embryo's Dissidenten, grupo que pronto dejaría su nombre en Dissidenten.

## Miembros (2010)
- Christian Burchard
- Dieter Serfas
- Marja Burchard
- Mik Quantius
- Jens Pollheide
- Roman Bunka

## Casas de discos
- Schneeball Records
- Materiali Sonori
- Garden of Delight
- Ohr
- United Artists
- Brain

## Discografía
- "For Eva" – CD. 1967, con Mal Waldron
- "Opal" – LP/CD. 1970 Ohr 56003 and 556003
- "Embryos Rache" – LP/CD. 1971
- "Bremen 1971" – CD. (Publicado en el 2003)
- "Father Sons & Holy Ghosts" – LP/CD. 1972
- "Wiesbaden 1972"  -CD. (Publicado en el 2009)
- "Steig aus" – LP/CD. 1973, con Mal Waldron
- "Rocksession" – LP/CD. 1973, con Mal Waldron
- "We keep on" – LP/CD. 1973, con Charlie Mariano
- "Surfin'" – LP/CD. 1975,  con Charlie Mariano
- "Bad Heads & Bad Cats" – LP/CD. 1976, con Charlie Mariano
- "Live" - LP. 1977,  con Charlie Mariano
- "Apo Calypso" – LP/CD. 1977 con Trilok Gurtu
- "Embryo's Reise"  – 2LP/CD. 1979/1980
- "Embryo + KCP + Charlie Mariano  Live" – LP. 1980
- "Anthology - Every Day is ok" – LP/CD. 1980, con Charlie Mariano
- "La Blama Sparozzi" – 2LP/2CD. 1982
- "Zack Glück" – LP/CD. 1984
- "Embryo & Yoruba Dun Dun Orchestra" – LP/CD. 1985
- "Afrika" – LP/CD. 1987
- "Turn Peace" – LP/CD. 1989, con Mal Waldron
- "Ibn Battuta" -CD. 1994, con Marty Cook
- "Ni Hau"  – CD. 1996, con X.Nie
- "Live in Berlin" – CD. 1998
- "Istanbul Casablanca - Tour 1998" – 2CD. 1999, con Alan Praskin
- "Invisible Documents" – 2CD. 1999
- "One Night at the Joan Miró Foundation"  – 2CD. 2000, con Yuri Parfenov
- "Live 2000 Vol.1" – CD. 2001
- "Live 2001 Vol.2" – CD. 2001
- "Hallo Mik (liverecordings 2002 & 2003)" – CD. 2003
- "Embryonnck - No-Neck Blues Band & Embryo" - CD. 2006
- "Live im Wendland" - CD. 2007
- "Live at Burg Herzberg Festival 2007" - CD. 2008
- "Freedom in Music" -CD. 2008, con X. Nie
- "Embryo 40"  -2 CD . 2010
- "It DO", CD & LP, 2016

## Películas y vídeos
- "Vagabundenkarawane", de Werner Pentzel.
- "Heartbeat", de Werner Pentzel.
- "Ibn Battuta" VHS-Video.
- "Kif, Kif"